# 第三人称射击游戏

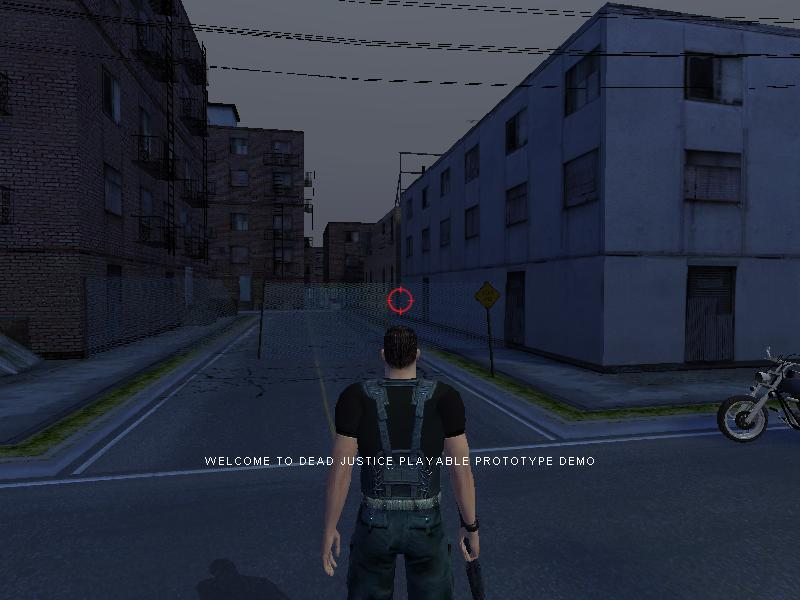
第三人称射击游戏

第三人稱射擊遊戲（英語：Third-person shooter，缩写作）是一种射擊遊戲。與第一人稱射擊遊戲的区别在于第一人称射击游戏里螢幕上显示的只有主角的视野，而第三人稱射擊遊戲中主角的整個身體姿勢在遊戲螢幕上是可见的，显示的为主角附近的视角。这样更有利于观察角色的受伤情况和周围事物，且可以观察到掩体内部，以及周遭的弹道。

## 大型多人線上第三人稱射擊遊戲
大型多人線上第三人稱射擊遊戲（英語：massively multiplayer online third-person shooter，缩写作）。MMOTPS是一種可供多人連線遊玩的電腦第三人稱射擊遊戲的稱呼，能讓大量玩家在同一個網路中遊玩。